# Gabonadder
De gabonadder, ook wel gabon-pofadder of gaboenpofadder (Bitis gabonica) is een giftige slang uit de familie adders (Viperidae).
De gabonadder wordt tot het geslacht Bitis gerekend, de soorten uit dit geslacht worden ook wel pofadders genoemd en zijn zeer giftig. De gabonadder is de grootste soort van alle pofadders en heeft tevens de grootste giftanden waarmee de slang een relatief grote hoeveelheid gif injecteert. In combinatie met het algemene voorkomen maakt dit de gabonadder tot een van de gevaarlijkste soorten binnen zijn verspreidingsgebied.
De gabonadder komt voor in westelijk Afrika en delen van oostelijk Afrika. De gabonadder eet voornamelijk kleine zoogdieren en andere gewervelde dieren. De belangrijkste natuurlijke predatoren zijn roofvogels en varkens. De gabonadder is een bewoner van bossen die altijd op de bodem leeft. De gabonadder komt vaak algemeen voor en is vanwege het dieet van voornamelijk knaagdieren een nuttige soort.
De kleuren en patronen van de gabonadder zijn opmerkelijk; ze steken schril af tegen een egale ondergrond maar op de bosbodem is de slang nagenoeg onzichtbaar. De slang is hierdoor moeilijk waar te nemen voor prooien, maar ook mensen komen zo per ongeluk in aanraking met het dier.

## Verspreiding en habitat

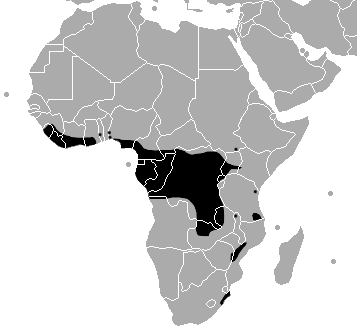
verspreidingsgebied in het zwart.

De gabonadder komt voor in grote delen van westelijk Afrika, met name in het tropische westelijke deel. De gabonadder komt ondanks de naam niet alleen voor in Gabon maar in een enorm gebied dat vele landen beslaat. De adder komt voor in de landen: Angola, Centraal-Afrikaanse Republiek, Congo-Brazzaville, Congo-Kinshasa, Equatoriaal-Guinea, Gabon, Ghana, Guinea, Guinee-Bissau, Ivoorkust, Kameroen, Liberia, Mozambique, Nigeria, Oeganda, Sierra Leone, Soedan, Tanzania, Togo, Zimbabwe en Zuid-Afrika. Mogelijk komt de soort ook voor in Benin.
De gabonadder is een bewoner van tropische bossen in Afrika. Het is een typische bodembewoner die niet kan klimmen. In de bomen valt de slang ook op door de kenmerkende tekening. Op de bodem in de strooisellaag is de slang echter nagenoeg onzichtbaar vanwege de kleurschakeringen. De adder mijdt dichtbegroeide bossen omdat hier minder voedsel te vinden is. Openingen in bossen en bosranden zijn een geschiktere leefomgeving en ook in plantages komt de slang voor.
De volwassen gabonadder blijft zijn hele leven rond hetzelfde jachtgebied in de buurt. Dit is te danken aan het algemene voorkomen, de adder is een solitair dier. De juvenielen echter zijn veel actiever en leggen grotere afstanden af op zoek naar een eigen habitat.

## Uiterlijke kenmerken
De gabonadder heeft een voor slangen zeer plomp lichaam maar kan toch vrij lang worden, tot twee meter. De staart is vrij kort, de kop echter is juist sterk verbreed en erg groot. De kleuren van de gabonadder zijn opmerkelijk en bestaan uit een afstekend patroon van bruine en gele kleuren. De gabonadder is hierdoor met weinig andere slangen te verwarren.

### Kop

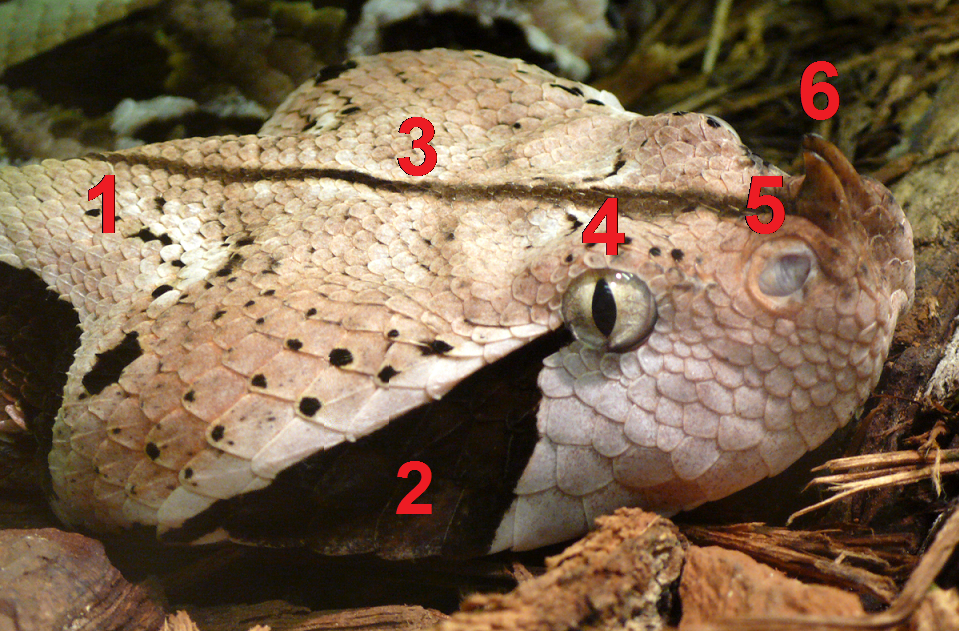
De kop van de gabonadder met de belangrijkste kenmerken.

De kop is net als die van andere adders pijlvormig; de kop is veel breder dan de nek. Van voren bezien neemt de breedte van de kop met name toe achter de ogen en aan de achterzijde van de kop is een sterke insnoering te zien die een duidelijke afbakening vormt. De kop is achter de ogen zo breed omdat hier de gifklieren gelegen zijn. Het gifapparaat van de gabonadder is zeer groot wat de grote hoeveelheden gif verklaart die de slang bij een beet kan injecteren.
De afbeelding rechts toont de belangrijkste kenmerken van de kop. De nummers zijn steeds direct boven de beschreven kopdelen geplaatst die worden verklaard in de onderstaande tekst. Klik op de afbeelding voor een vergroting. De schubben van de kop zijn gekield (1), de bovenzijde van de kop is lichtgeel van kleur, in het midden is een longitudinale bruine streep aanwezig (3) van de nek tot de snuitpunt. De zijkanten van de kop hebben achter de ogen een driehoekige, chocoladebruine vlek (2). De ogen (4) zijn duidelijk zichtbaar door de bolle vorm. De iris is bruingeel tot geel van kleur en de pupil is verticaal, wat de nachtelijke levenswijze verraadt. De neusgaten (5) zijn aan de voorzijde van de snuit gelegen. Bij de ondersoort Bitis gabonica rhinoceros is boven ieder neusgat een kleine, doornachtige schub (6) aanwezig, die bij exemplaren van de andere ondersoort ontbreken.
De schedelverbindingen van de onderkaak zijn net als bij andere slangen zeer flexibel zodat grote prooien kunnen worden doorgeslikt. De tanden zijn achterwaarts gekromd waardoor een prooi gemakkelijker naar binnen kan worden gewerkt. De giftanden zijn tot vier centimeter lang en hiermee heeft de gabonadder een van de langste giftanden in de slangenwereld. De giftanden worden in rustpositie, bij een gesloten bek omhoog geklapt tegen het verhemelte. Zodra de bek wordt geopend worden de tanden automatisch uitgeklapt. De tanden zijn aan de basis omgeven door weefsel maar steken eenmaal geëxposeerd duidelijk uit.

### Lichaam en staart

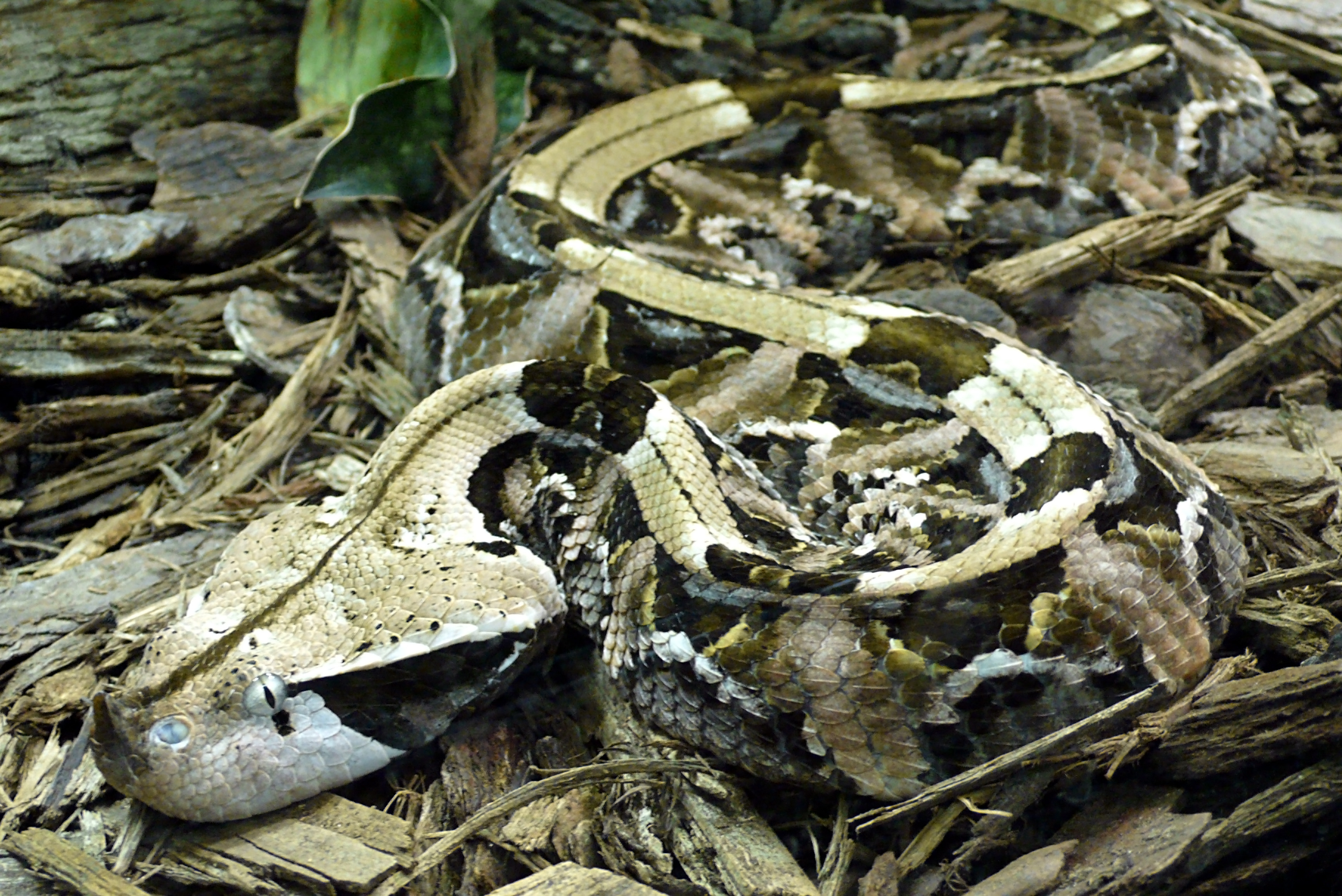
De gabonadder is vrijwel onzichtbaar in de natuurlijke omgeving.

De gabonadder bereikt een lichaamslengte van meestal iets langer dan een meter, heel lange exemplaren kunnen een lengte tot twee meter bereiken. Het is hierdoor een van de grotere addersoorten. Een volwassen exemplaar van 1,8 meter heeft een lichaamsgewicht van zo'n 10 kilo. Het lichaam van de gabonadder is bij oudere exemplaren erg dik en kan een omtrek bereiken van zo'n 40 centimeter.
De gabonadder heeft een zeer markante tekening van bruine, paarse en witte kleuren die wel vergeleken wordt met een Perzisch tapijt. De zeer grillige lichaamstekening steekt schril af tegen een egale ondergrond, maar op een grillige ondergrond van dode en groene blaadjes valt het lichaam van de adder volledig weg tegen de achtergrond en is juist goed gecamoufleerd. Een dergelijke vorm van camouflage wordt wel disruptieve kleuring genoemd en komt ook voor bij heel andere dieren zoals veel vlinders en de tijgerhaai. Bij de reptielen is deze vorm echter minder bekend.
De lichaamskleur van de gabonadder is zeer karakteristiek: midden op de rug bevindt zich een rij regelmatig gevormde, zeer lichte vlekken. Aan weerszijden van de rug op de flanken zijn driehoekige vlekken tot zigzaggende strepen aanwezig in diverse lichtere kleuren. De bovenzijde van de kop is eveneens licht gekleurd en heeft twee kleine hoorntjes op de snuitpunt, die niet bij alle ondersoorten even goed te zien zijn.
De vorm en positionering van de schubben op de huid verschillen enigszins per lichaamsdeel. De buikschubben bestaan net als die van andere slangen uit een enkele rij brede schubben die de gehele breedte van de buik beslaan. De buikschubben zijn meestal geel en zijn altijd glad van structuur. De schubben op de rug, kop en staart zijn echter gekield wat betekent dat ze een opstaande rand of kiel hebben in de lengterichting.
De staart is opmerkelijk kort; dit geeft het lichaam een nog sterker gedrongen uiterlijk. De staart is dat deel van de slang dat achter de cloaca ligt, gezien vanaf de kop. De staart van de gabonadder doet enigszins wormachtig aan. De staart wordt niet gebruikt om prooidieren te lokken zoals bij andere slangen wel gebruikelijk is. Een plomp lichaam en een korte staart zijn overigens heel gebruikelijk bij grotere adders die vanuit een hinderlaag jagen; hun beet is zo dodelijk dat ze hun prooien niet hoeven te achtervolgen. Niet-giftige slangen moeten dit meestal wel en hebben juist een slanke en lenige lichaamsbouw.

### Onderscheid met andere soorten

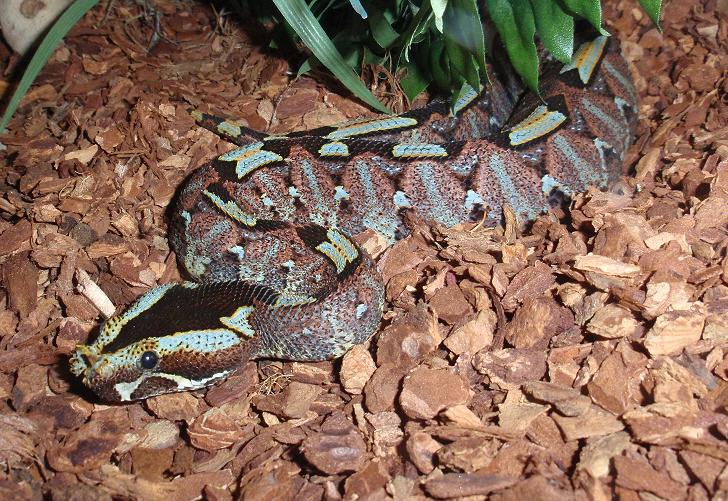
De neushoornadder is een gelijkende soort maar heeft een bruine pijlvormige vlek op de kop.

De gabonadder is door de markante kleuren, het dikke en lange lichaam en de zeer korte staart met geen slang uit andere families te verwarren. Zelfs met andere adders zoals de verwante pofadders zijn er weinig overeenkomsten, met als uitzondering de neushoornadder (Bitis nasicornis). De andere soorten pofadders blijven allemaal een stuk kleiner, bovendien hebben de meeste soorten een egale basiskleur die vaak zandkleurig is omdat ze in woestijnen en andere zanderige omgevingen leven.
De neushoornadder heeft echter net als de gabonadder een patroon van roodbruine en lichtere tot gele vlekken en strepen, doorgaans in ongeveer dezelfde kleuren als de gabonadder. Op het eerste gezicht lijken ze sprekend op elkaar maar bij nadere beschouwing zijn er wel enkele belangrijke verschillen die soortspecifiek zijn zodat de slangen toch uit elkaar te houden zijn.
Zowel de neushoornadder als de gabonadder hebben een dubbele 'hoorn' op de snuitpunt, die bij de eerste soort altijd voorkomt. Bij de gabonadder komt deze structuur alleen voor bij de ondersoort Bitis gabonica rhinoceros. De bovenzijde van de kop van de gabonadder is geheel licht van kleur, bij de neushoornadder is aan de bovenzijde van de kop altijd een chocoladebruine, pijlvormige vlek gelegen met de punt naar de voorzijde. De gabonadder heeft altijd een zeer dunne streep in dezelfde kleur op het midden van de kop. Daarnaast is de zijkant van de kop van de neushoornadder grotendeels donker van kleur terwijl de kop van de gabonadder alleen een donkere driehoekige vlek achter het oog heeft.

## Voedsel

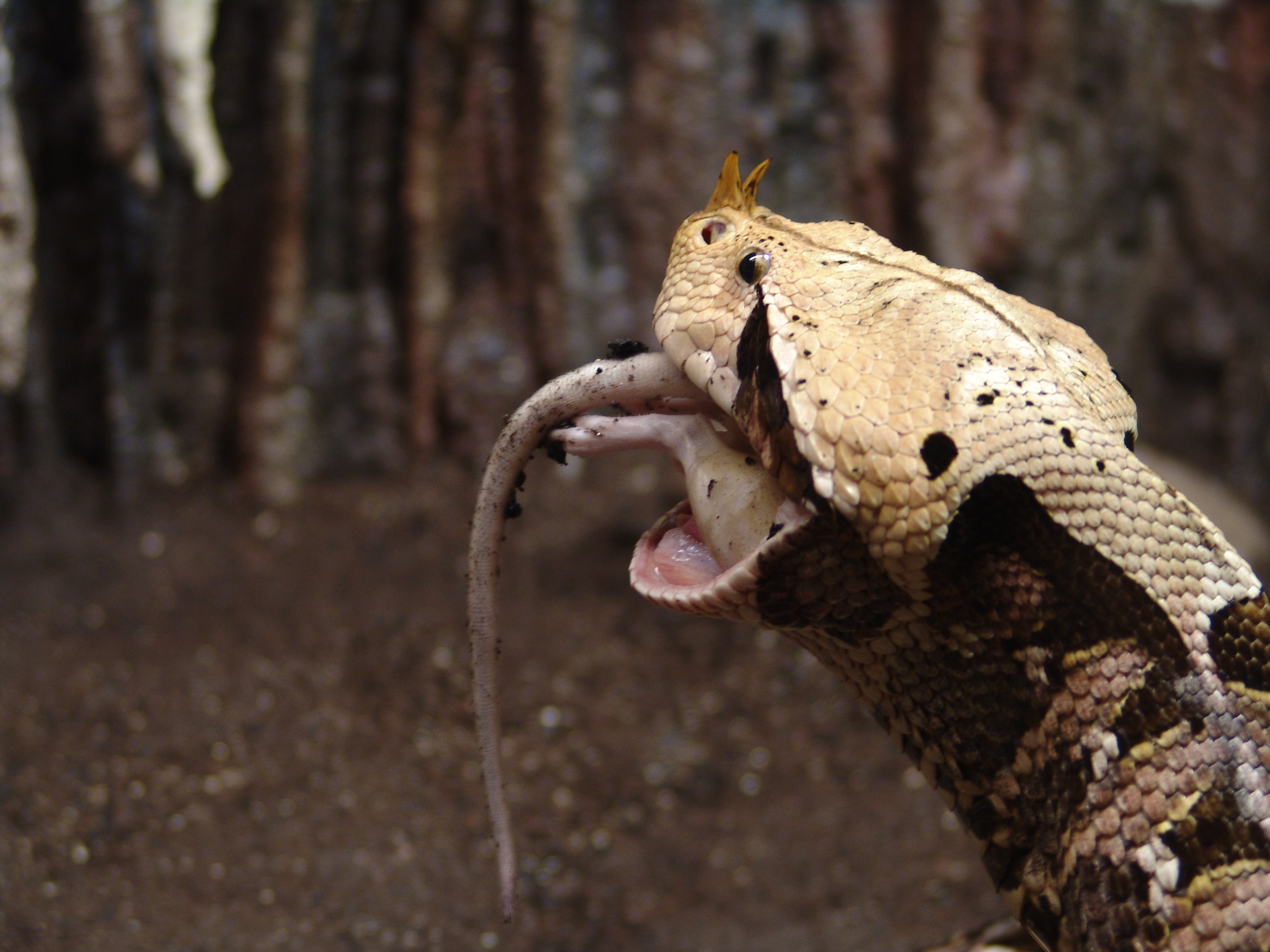
Een gabonadder eet een knaagdier.

De gabonadder jaagt vanuit een hinderlaag en grijpt alles wat niet te groot is. Op het menu staan vooral zoogdieren, zoals muizen en ratten. Ook op de bodem levende vogels en andere ongewervelden zoals kikkers en hagedissen worden gegeten. De meeste adders bijten hun prooi waarbij ze gif inbrengen en laten deze vervolgens los. De prooi blijft nog even in leven maar maakt uiteindelijk geen schijn van kans en sterft door het slangengif. De adder hoeft zijn prooi slechts te volgen tot deze dood neervalt. De gabonadder echter klemt de prooi na de beet vast in de bek en wacht af tot het gif de prooi heeft gedood.
Sommige prooien echter zijn wat groter van formaat, oudere gabonadders deinzen er niet voor terug om een jonge antilope of een stekelvarken op te eten. Dergelijke grotere prooien worden nadat ze zijn gebeten direct weer losgelaten. Ze kunnen vaak nog een eind rennen maar sterven al spoedig waarna de adder ze met de goede reukzin opspoort. De voorkeur gaat echter niet uit naar grotere prooien, vooral kleine knaagdieren worden gegeten.

## Voortplanting en ontwikkeling
In de voortplantingstijd in de lente vechten de mannetjes met elkaar om een vrouwtje. De rivaliteit bestaat echter uit een gevecht op punten, de slangen zullen elkaar testen op kracht en als een van de twee het opgeeft wordt het strijdtoneel zonder 'kleerscheuren' verlaten. Tijdens het gevecht kruipt het uitdagende mannetje op de rug van het andere mannetje. Het onderliggende mannetje kromt zijn lichaam en kop schuin naar boven. Als het bovenliggende mannetje nog maar een korte afstand van de kop van het onderliggende mannetje bevindt, schiet deze laatste in een reflex naar boven teneinde het bovenliggende mannetje af te werpen. Dit reflex is getest door een stokje langs de rug van een mannetje werd gestreken en deze steeds het eerder beschreven gedrag vertoonde.
De dominante mannetjes paren vervolgens met de vrouwtjes waarbij de dieren elkaar met de staart omstrengelen. Zo komt de penis van het mannetje in contact met de cloaca van het vrouwtje en vindt de bevruchting plaats.
De gabonadder is levendbarend en de jongen komen dus levend ter wereld en niet in een ei. Hierdoor lopen ze geen gevaar om in het ei te worden opgegeten door een roofdier. De draagtijd is relatief lang en bedraagt drie tot vier maanden, de jonge slangen worden geboren in een dun vliesje maar gaan direct hun eigen weg. Het aantal jongen dat een vrouwtje kan voortbrengen verschilt per populatie; de vrouwtjes in oostelijk en zuidelijk Afrika kunnen 30 tot 40 jongen baren. De vrouwtjes uit het westelijke deel van het verspreidingsgebied kunnen echter tot wel 60 jongen produceren.
De jonge pofadders groeien snel, en opmerkelijk is dat ze hiervoor niet hoeven te eten. In principe zijn de jonge dieren vrijwel direct in staat om op levende prooien te jagen, zoals jonge muizen. Er zijn echter ook exemplaren die de eerste maanden van hun leven geen voedsel opnemen, desondanks nemen ze gedurende deze tijd een kwart in lengte toe.

## Beet en giftigheid

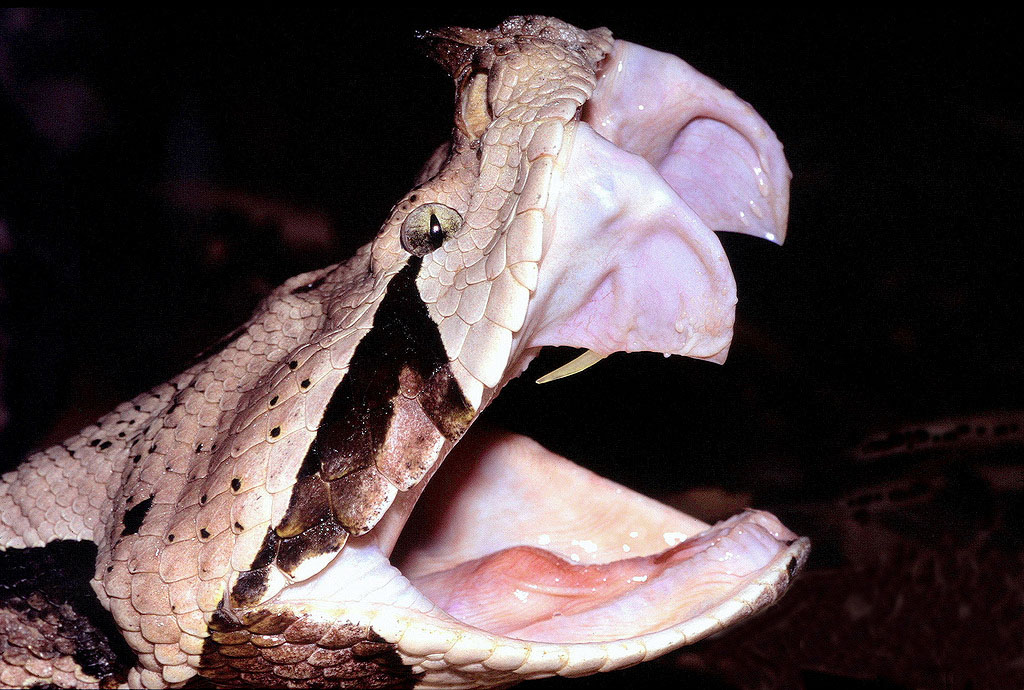
De giftanden van de gabonadder zijn een van de langste ter wereld.

De gabonadder is giftig. De gabonadder is geen agressieve slang maar vanwege de haast perfecte camouflage is het dier moeilijk te zien. Veel beten zijn het gevolg van ongelukken of onvoorzichtigheid. Het aanraken hoeft niet noodzakelijkerwijs tot een beet te leiden, er is weleens geval van een jongetje beschreven die een anderhalve meter lang exemplaar naar huis had gesleurd zonder te zijn gebeten.
De gabonadder kent een vorm van dreiggedrag en zal bij verstoring luid gaan sissen. Hierbij wordt lucht opgezogen die vervolgens langs het strottenhoofd wordt gevoerd wat het geluid veroorzaakt. Het sissen van de gabonadder is duidelijk hoorbaar en wordt wel vergeleken met het briesen van een paard.
Als men echter per ongeluk boven op de slang gaat staan, voelt de adder zich direct aangevallen en bijt onmiddellijk. Een beet kan uiteindelijk fataal aflopen en na een beet is medische behandeling noodzakelijk. Met name het feit dat de lange giftanden diep in het weefsel doordringen en steeds relatief veel gif wordt ingespoten bij een beet maken de slang zeer gevaarlijk. Ook het algemene voorkomen van de gabonadder speelt een belangrijke rol. De meest dodelijke slangen ter wereld behoren zelden tot de giftigste slangen, ze zijn minder giftig maar komen veel meer voor.
Over hoeveel doden er jaarlijks vallen door de beet van de gabonadder zijn geen gegevens bekend. De gabonadder maakt niet alleen slachtoffers onder de lokale bevolking, ook zijn er verschillende professionals die het dier hebben onderschat. Een voormalige slangenexpert van de dierentuin van Saint-Louis overleefde een beet ternauwernood. In 1964 pakte de directeur van de dierentuin van Salt Lake City een gabonadder op die hem vervolgens beet wat hem uiteindelijk fataal werd.
Het toebrengen van een beet gaat in verschillende stappen, die echter met het blote oog als één beweging aandoen. Het bijten gaat in een reflex en gaat zo snel dat het ontwijken van een eenmaal bijtende gabonadder onmogelijk is, zie ook een filmpje op YouTube van een bijtende gabonadder.
Allereerst wordt de kop naar achteren gebracht, zodat een slaande beweging kan worden gemaakt later in de aanvalsbeweging. Vervolgens wordt de bek geopend waardoor de giftanden automatisch uitklappen. Ten slotte wordt met de giftanden de huid van het slachtoffer ingeslagen, zodat het gif zo diep mogelijk wordt geïnjecteerd. Het gif van de slang is zeer sterk en bevat zowel neurotoxinen, die het zenuwstelsel platleggen, als haemeotoxinen, die het bloed aantasten. Verbindingen die tot de laatste groep behoren zijn soms met een serum te neutraliseren, maar bij neurotoxinen is dit lastiger.
De symptomen na een beet kunnen heel verschillend zijn, zoals zwellingen van het gebeten lichaamsdeel, ademhalings- en hartritmestoornissen, hevige transpiratie, bloederige urine en het afsterven van het gebeten lichaamsdeel. Er is beschreven dat iemand die een beet met dergelijke symptomen overleefde nog lange tijd in het ziekenhuis heeft gelegen.

## Naamgeving en taxonomie

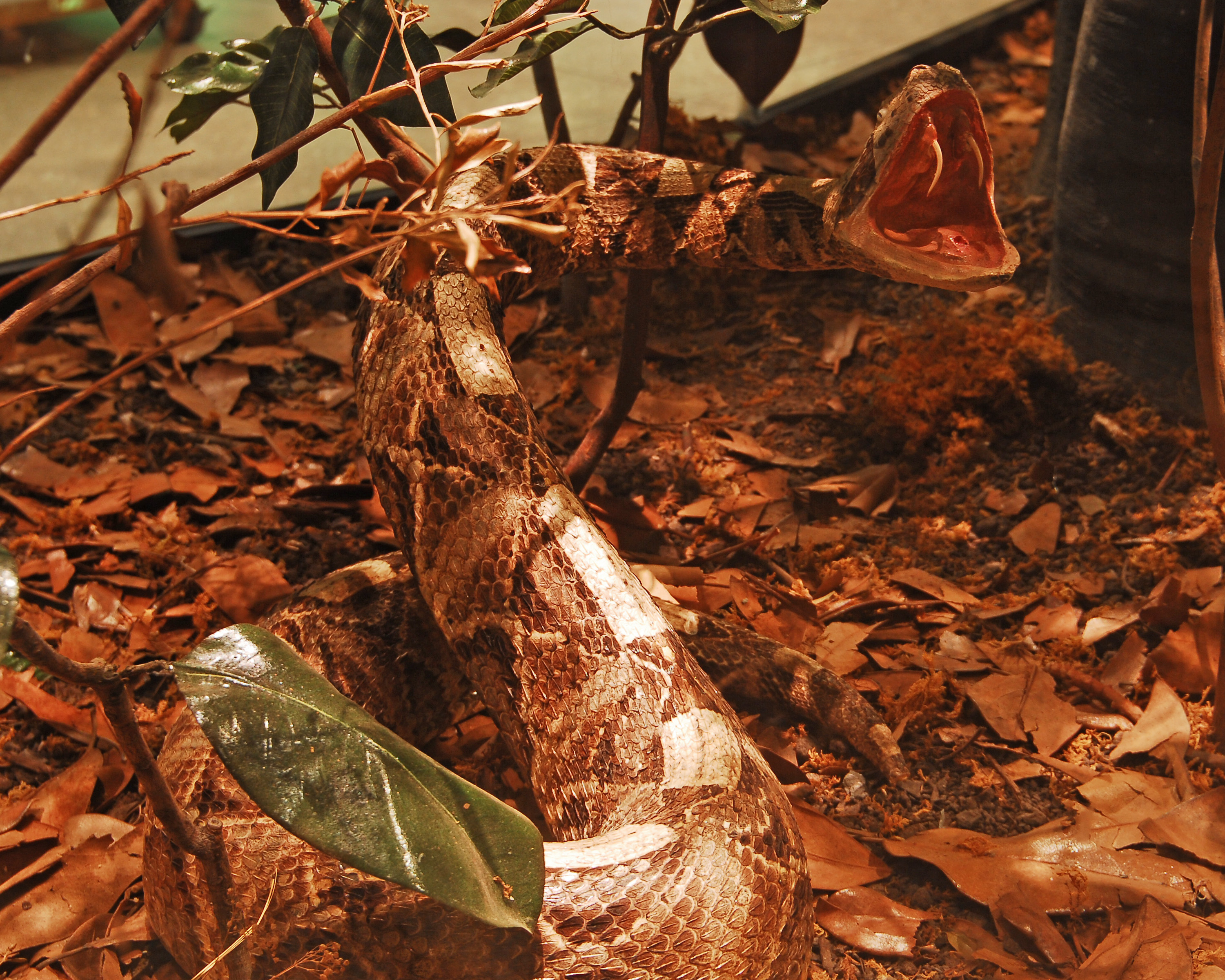
Dreigende gabonadder, opgezet exemplaar.

De wetenschappelijke naam van de soort werd voor het eerst voorgesteld door André Marie Constant Duméril, Auguste Duméril en Gabriel Bibron in 1854. De adder werd ook onder de geslachten Urobelus, Echidna en Cerastes  beschreven maar deze namen worden beschouwd als verouderd. De soortaanduiding gabonica betekent vrij vertaald 'afkomstig uit Gabon'.
De gabonadder behoort tot de pofadders uit het geslacht Bitis, een geslacht van de familie adders (Viperidae). De pofadders worden verder verdeeld in de onderfamilie echte adders (Viperina). De gabonadder is van alle pofadders het de grootste soort en tevens een van de meest bont gekleurde. De meeste pofadders blijven veel kleiner, zoals de dwergpofadder (Bitis peringueyi) die ongeveer 30 centimeter lang wordt.

### Ondersoorten
Er zijn twee ondersoorten die verschillen in verspreidingsgebied en ook enigszins in uiterlijk. Bitis gabonica gabonica komt voor in het grootste deel van het verspreidingsgebied. Alle geïsoleerde populaties van de gabonadder behoren tot deze ondersoort.
Bitis gabonica rhinoceros komt slechts voor in een klein deel van het verspreidingsgebied in het westen van Afrika, van Guinee-Bissau in het westen tot Togo in het oosten. Bitis gabonica rhinoceros valt op door een opstaande schub boven de neus, die aan een hoorntje doet denken. De ondersoortnaam rhinoceros betekent neus-hoorn.